# Alain Santy
Alain Santy (Lompret, 28 augustus 1949) is een voormalig Frans profwielrenner.

## Biografie
Hij is een broer van Guy Santy, die eveneens professioneel wielrenner is geweest. Alain Santy was prof van 1970 tot 1976. Hij heeft 10 overwinningen geboekt als professional. Zijn belangrijkste overwinning was de eerste plaats in het eindklassement van de Dauphiné Libéré in 1974.

## Belangrijkste overwinningen
1971
3e etappe Ronde van Corsica
Eindklassement Ronde van Corsica
Grote prijs Soignies
1972
Critérium d'Aix-en-Provence
1973
Prijs van Waterloo en Momignies
Ronde van de Oise
Eindklassement Ronde van Picardië
1974
Parijs-Camembert
Eindklassement Dauphiné Libéré
4e etappe Dauphiné Libéré
1975
2e etappe Ster van Bessèges
GP Fayt-le-Franc

## Resultaten in voornaamste wedstrijden
| Jaar | Ronde van Italië | Ronde van Frankrijk | Ronde van Spanje |
| ---- | ---------------- | ------------------- | ---------------- |
| 1971 |                  |                     |                  |
| 1972 |                  | opgave              |                  |
| 1973 |                  | 31e                 |                  |
| 1974 |                  | 9e                  |                  |
| 1975 |                  | opgave              |                  |

| Jaar | Milaan-San Remo | Gent-Wevelgem | Ronde van Vlaanderen | Parijs-Roubaix | Luik-Bast.‑Luik | Waalse Pijl | Eschborn-Frankfurt |  | Wereldranglijsten |
| ---- | --------------- | ------------- | -------------------- | -------------- | --------------- | ----------- | ------------------ |  | ----------------- |
| 1971 |                 | 31e           |                      |                |                 | 55e         | 8e                 |  |                   |
| 1972 | 50e             | 14e           | 8e                   |                | 13e             | 6e          |                    |  |                   |
| 1973 |                 |               |                      | 30e            | 21e             | 18e         |                    |  |                   |
| 1974 |                 | 4e            | 32e                  | 15e            |                 | 5e          |                    |  | 7e (SPP)          |
| 1975 |                 |               |                      |                |                 |             |                    |  |                   |